# Сен Жели дю Феск
Сен Жели дю Феск (на френски: Saint-Gély-du-Fesc) е община, в департамент Еро, в област Окситания, в южната част на Франция.
Името на общината идва от Сан-Жули, християнин от VII век, и „Fesc“, което означава „пост за управление“ на окситански диалект.
През 2004 г. градът решава да напусне общността на агломерация Монпелие.
| Население | Демографска хистограма за Сент Жули дьо Феск |
| --- | -------------------------------------------- |
| \| Година \| брой \| \| ------ \| ---- \| \| 1962 \| 528 \| \| 1968 \| 907 \| \| 1975 \| 2055 \| \| 1982 \| 3714 \| \| 1990 \| 5936 \| \| 1999 \| 7625 \| \| 2008 \| 8495 \| |                                              |
| Година | брой                                         |
| 1962 | 528                                          |
| 1968 | 907                                          |
| 1975 | 2055                                         |
| 1982 | 3714                                         |
| 1990 | 5936                                         |
| 1999 | 7625                                         |
| 2008 | 8495                                         |

## Личности
Жорж Брасенс е починал в този град през 1981 година.

## Места и паметници
- Археологическите паметници „Ваутес“, ОАО „Rouergas“, и „Коллен de L 'Homme Морт“ (мъртвите Хил), в които са оставени следи от неолита. (4000 години В-С).
- Църквата Saint-Gilles, на върха на хълм, с камбанария със звънец с класификация MH", датиран от 1759.
- „Колондрес Филип Елдридж“ – парк с площ 18 хектара, където може да се наблюдават няколко средиземноморски вида. Паркът има и Ботаническата пътека.